# 27-ма окрема гвардійська мотострілецька бригада (СРСР)
27-ма окрема гвардійська мотострілецька Севастопольська Червонопрапорна бригада (27 гв. ОМСБр) — з'єднання Радянської армії чисельністю у бригаду, що існувало у 1957—1992 роках.
Після розпаду СРСР у 1992 році бригада перейшла до складу Збройних сил Російської Федерації.

## Історія
535-й стрілецький полк був сформований у місті Чугуєві Харківської області УРСР у липні 1940 року. З 8 серпня 1941 року по 14 вересня 1941 року полк у складі 127-ї стрілецької дивізії брав участь у боях під Єльнею.
18 вересня 1941 року за мужність і доблесть особового складу полк у складі 2-ї гвардійської стрілецької дивізії отримав почесне звання «гвардійський».
28 травня 1943 року 535-й гвардійський стрілецький полк був перейменований на 6-й гвардійський стрілецький полк. Наказом НКО СРСР № 0136, від 24 травня 1944 року, за штурм Сапун-гори й звільнення Севастополя полку присвоєно почесне найменування «Севастопольський». За мужність і героїзм, проявлені воїнами частини при визволенні литовського міста Шауляя 12 серпня 1944 року полк нагороджений орденом Червоного Прапора.
30 грудня 1953 року 6-й гвардійський стрілецький Севастопольський Червонопрапорний полк переформовано й перейменовано зі збереженням присвоєних раніше відзнак та найменувань на 75-й гвардійський механізований полк 23-ї гвардійської механізованої дивізії (2-го формування) (в/ч 26621).
У квітні 1957 року 75-й гвардійський механізований полк директивою командувача Московського військового округу від 26 березня 1957 року перетворено на 404-й гвардійський механізований полк 23-ї гвардійської мотострілецької дивізії.
21 жовтня 1968 роки за успіхи в бойовій і політичній підготовці й на честь 50-річчя ВЛКСМ полк нагороджений Почесним прапором ЦК ВЛКСМ.
У 1982 році полку присвоєно іменне найменування — імені 60-річчя СРСР .
1 червня 1983 року на базі виділеного зі складу 2-ї гвардійської мотострілецької дивізії 404-го гвардійського мотострілецького полку з метою створення зразково-показовою частини сформована 27-ма окрема гвардійська мотострілецька бригада, яка успадкувала всі регалії, почесне найменування, історичний формуляр і бойову славу полку.
У грудні 1984 року бригада нагороджена вимпелом Міністра оборони «За мужність і військову доблесть».
З червня 1990 року бригада перебувала у складі КДБ СРСР як формування спеціального призначення. У серпні 1991 року бригаду повернули до складу Сухопутних військ ЗС СРСР.
Після розпаду СРСР у 1992 році бригада перейшла до складу Збройних сил Російської Федерації.

## Командування
- Крюков Валентин Костянтинович (червень 1983 — серпень 1984)
- Андрєєв Геннадій Анатолійович (серпень 1984 — серпень 1987)
- Медведєв Петро Вікторович (серпень 1987 — липень 1988)
- Поляков Борис Миколайович (липень 1988 — червень 1990)
- Єгоров Олександр Миколайович (червень 1990 — липень 1993)